# Гірничо-капітальні роботи
Гірни́чо-капіта́льні робо́ти (рос.горно-капитальные работы, англ. capital mining operations) — гірничі роботи, які забезпечують діяльність шахти (рудника) на весь період експлуатації родовища.

## Мета гірничокапітальних робіт
Гірничо-капітальні роботи проводяться з метою розкриття і розробки родовища або його частини.

## Зміст робіт
До гірничо-капітальних належать роботи з розкриття родовища, які виконуються до введення його в експлуатацію згідно з актом державної комісії, включаючи проведення в'їзних і розкривних траншей, необхідних для забезпечення кар'єру підготовленими і готовими до видобування запасами, достатніми для початку його нормальної експлуатації відповідно до проекту. До гірничо-капітальних робіт належать також роботи з проведення гірничих виробок циклічно-потокової технології, спеціальних гірничих виробок, призначених для осушення та гідрозахисту кар'єрних полів (шахтні стовбури, шурфи, квершлаги, штреки, капітальні русловідвідні та водовідвідні канави, зумпфи, свердловини та інше). 
При в і д к р и т і й р о з р о б ц і Г.-к.р. включають: проведення розкривних (капітальних) і розрізних (траншеї, котловани) виробок; видалення розкривних гірських порід у відвальні насипи на момент здачі кар'єру в експлуатацію; роботи по бурінню і обладнанню водознижуючих свердловин, буд-ву підземних дренажних виробок і інш. 
При п і д з е м н і й р о з р о б ц і Г.-к.р. включають: будівництво стовбурів і камер, які до них примикають; поглиблення стовбурів; будівництво камер і виробок пристовбурного двору; проведення основних капітальних виробок (квершлаґів, відкатних та вентиляційних штреків, похилів, бремсберґів, рудоспусків і інш.).

## Гірничо-капітальні виробки
До гірничо-капітальних виробок належать виробки, що споруджуються з метою розкриття родовища або його частини на першому видобувному горизонті (згідно з проектом) для подальшого видобування корисних копалин, та виробки і споруди на першому та наступних горизонтах, які забезпечують збільшення або підтримання проектних і виробничих потужностей: 
- вертикальні та похилі стовбури (крім сліпих стовбурів та технологічних виробок, призначених для поглиблення основних стовбурів),
- шурфи;
- штольні;
- виробки навколоствольних дворів, комплекси підземного подрібнення і завантаження скіпів або конвеєрів; капітальні рудоспуски і породоспуски;
- виробки бункерних комплексів; виробки водовідливних комплексів.